# Bouchea
Bouchea es un género de plantas con flores  de la familia de las verbenáceas. Es nativo de Texas hasta Sudamérica. Comprende 55 especies descritas y de estas, solo 18 aceptadas.

## Descripción
Son hierbas que alcanzan un tamaño de hasta 1.5 m de alto. Hojas opuestas, simples, ovadas (lanceoladas), 3.5–9.5 cm de largo y 2–6 cm de ancho, ápice agudo, base truncada y luego abrupta y brevemente decurrente, margen mucronado-dentado, puberulentas. Inflorescencia racimos espigados de hasta 30 cm de largo, terminal o terminal y axilar, completamente puberulenta a tomentosa, pedicelos gruesos y muy cortos (ca 1 mm); brácteas lineares, 3–6 mm de largo; cáliz tubular de 6–10 mm de largo (alargándose sólo un poco en el fruto), dientes 4, desiguales, aristados, 1–2 mm de largo; corola hipocrateriforme, ligeramente zigomorfa, azul, morada o morada con centro blanco, tubo 7–11 mm de largo, lobos 5, desiguales; estambres 4, incluidos; estilo filiforme y exerto, estigma desigualmente 2-lobado. Fruto un esquizocarpo separándose en 2 mericarpos de 9–15 mm de largo, ápice con un rostro de 2–7 mm de largo; semilla 1 por mericarpo.

## Taxonomía
El género fue descrito por Adelbert von Chamisso y publicado en Linnaea 7(2): 252–254. 1832. La especie tipo es: Dicrocaulon pearsonii N.E. Br.  

## Especies seleccionadas
- Bouchea agrestis Schauer in A.DC. (1847).
- Bouchea beckii Moldenke (1984).
- Bouchea boliviana (Kuntze) Moldenke (1933).
- Bouchea boyacana Moldenke (1941).